# Colurostylis pseudocuma
Colurostylis pseudocuma är en kräftdjursart som beskrevs av William Thomas Calman 1911. Colurostylis pseudocuma ingår i släktet Colurostylis och familjen Diastylidae. Inga underarter finns listade i Catalogue of Life.